# Yoldiella lucida
Yoldiella lucida är en musselart som först beskrevs av Sven Lovén 1846.
Yoldiella lucida ingår i släktet Yoldiella och familjen Yoldiidae. Arten är reproducerande i Sverige. Inga underarter finns listade i Catalogue of Life.